# Старолеушківська
45°59′13″ пн. ш. 39°45′26″ сх. д. / 45.987071° пн. ш. 39.757172° сх. д.
Староліушківська — станиця в Павлівському районі Краснодарського краю.
Адміністративний центр Старолеушківського сільського поселення.
Населення — 5 660 мешканців (2002), третє місце по району.

## Географія
Станиця розташована на берегах річки Челбас (басейн Азовського моря), за 19 км на південь від районного центру — станиці Павловської. Найближча залізнична станція розташована за 12 км на схід від станиці Новолеушківської.

## Адміністративний устрій
Станиця Староліушківська, разом із станицею Українкою (750 мешканців) утворює Старолеушківське сільське поселення.
Площа 1528 га, населення 6445 жителів.

## Історія
Ліушківське курінне селище, засноване в 1794 року, — одне з перших 40, заснованих чорноморськими козаками на Кубані. Назва перенесена з куреня Запорізької Січі, який був названий селом Леухи (нині Вінницької області). Стало називатися Староліушковським в 1821 року, після заснування Новолеушківського селища. Станиця довгий час була селищем козачого роду Околот.
До 1920 року станиця Старолеушківська входила до Єйського відділу Кубанської області.

## Відомі уродженці
- Герой Соціалістичної Праці Іван Голуб

## Населення
| Рік  | Чисельність населення |
| ---- | --------------------- |
| 1939 | 5727                  |
| 1959 | ↗5805                 |
| 1979 | ↗5821                 |
| 2002 | ↘5660                 |
| 2010 | ↘5251                 |
| 2021 | ↗5301                 |

Національний склад
За даними перепису 1926 року по Північно-Кавказькому краю, в населеному пункті значилося 1343 господарства та 6521 мешканець (3106 чоловіків та 3415 жінок), з яких українці — 89,82 % чи 5857 осіб, великороси — 9,14 % або 596 осіб.